# Squilla mantoidea
Squilla mantoidea is een bidsprinkhaankreeftensoort uit de familie van de Squillidae. De wetenschappelijke naam van de soort is voor het eerst geldig gepubliceerd in 1893 door Bigelow.